# Harmannus Simon Kamminga

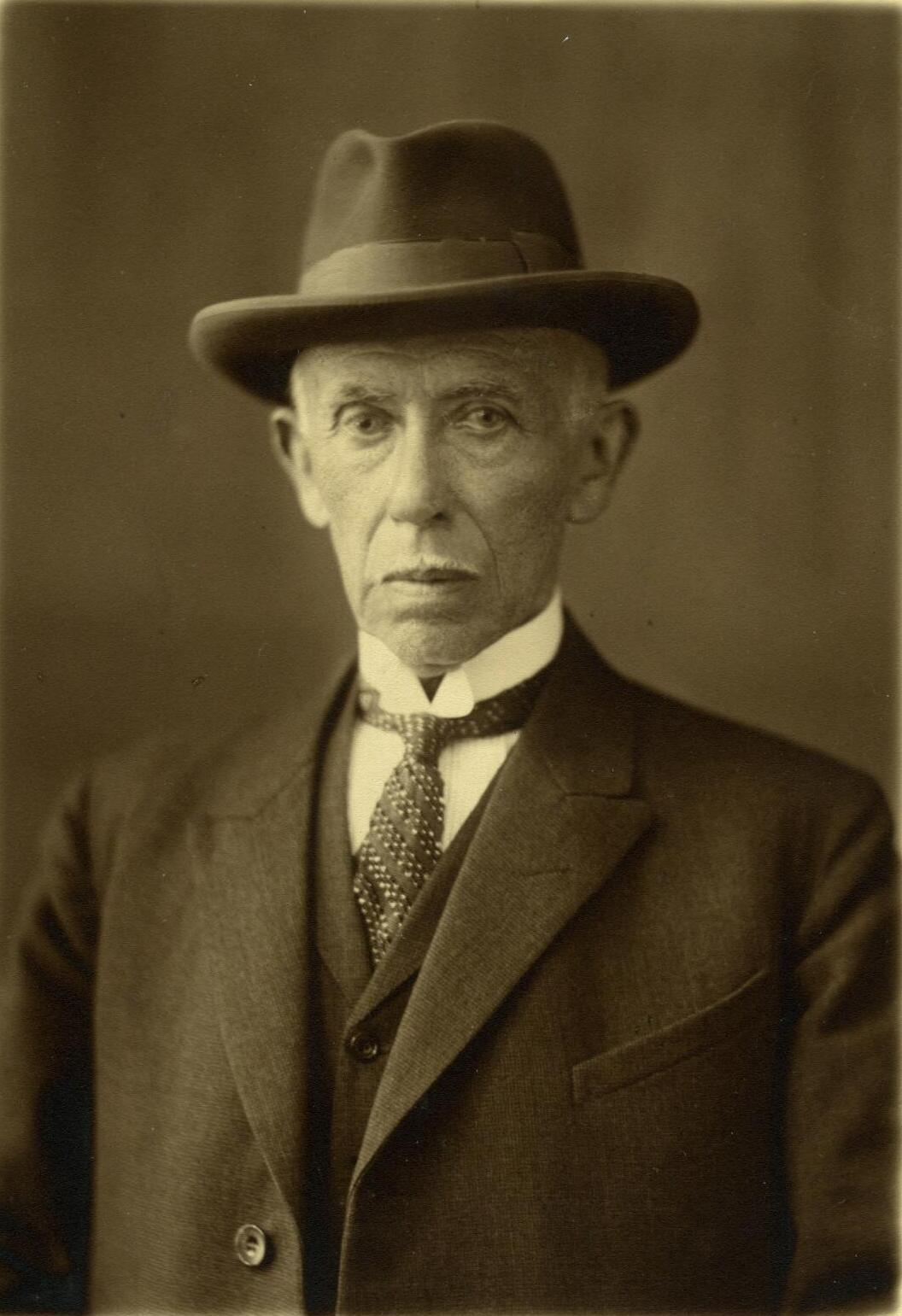
Harmannus Simon Kamminga (1850-1933) ondernemer te Groningen

Harmannus Simon Kamminga (Pieterburen, 1 oktober 1850 - Haren, 27 maart 1933) was een Nederlandse ondernemer en stichter van een charitatief fonds in de provincie Groningen.

## Leven en werk
Kamminga was een zoon van de schilder en glazenmaker Simon Jakobs Kamminga en de winkelierster Catharina Derks van Zanten. Hij begon zijn loopbaan in hetzelfde beroep als zijn vader, huisschilder. Hij koos echter voor een andere richting van zijn maatschappelijke carrière en ging de kunstmesthandel in. Samen met Jacob van Hoorn uit Garsthuizen en Luitjens uit Roodeschool bouwde hij een fabriek in Kostverloren. Hij werd vennoot van de firma Van Hoorn, Luitjens en Kamminga: handel in Kunstmeststoffen, die in 1915 opging in De Vereenigde Chemische Fabrieken (VCF), via de Koninklijke Nederlandse Zoutindustrie een van de voorlopers van AkzoNobel. Kamminga zou tot 1924 commissaris bij de VCF zijn, het bedrijf fuseerde in 1917 met Amsterdamsche Superfosfaatfabriek (ASF) tot de onderneming ASF-VCF, de latere Albatros Superfosfaatfabrieken.
Kamminga overleed in maart 1933 op 82-jarige leeftijd te Haren. Hij werd begraven op de Noorderbegraafplaats in Groningen.

## H.S. Kammingafonds
Na zijn overlijden liet Kamminga zijn vermogen, verdiend met de handel in kunstmest, na voor de oprichting van een naar hem vernoemd fonds, het H.S. Kammingafonds, ter bevordering van de geestelijke en stoffelijke verheffing van de bevolking van de provincie Groningen.